# 平塚市立八幡小学校
平塚市立八幡小学校（ひらつかしりつ やわたしょうがっこう）は、神奈川県平塚市東八幡3丁目にある公立小学校。

## 沿革
- 1970年（昭和45年） - 管理教室棟（本館）を落成[3]。
- 1970年（昭和46年）4月1日 - 開校[1][3]。
- 1972年（昭和48年） - 特別教室棟・体育館を落成[3]。
- 1999年（平成11年）11月 - 児童用パソコンを設置[4]。
- 2000年（平成12年）6月 - インターネット環境を整備[4]。
- 2009年（平成21年）5月 - 地上デジタル放送対応テレビLAN回線を導入[4]。
- 2021年（令和3年）3月 - GIGAスクール構想により、児童1人1台のタブレット端末と高速・大容量の通信ネットワークを整備[4]。
- 2024年（令和6年） - この年から翌年にかけて、管理教室棟を改修[3]。

## 通学区域と進学先中学校
出典

### 通学区域
- 東八幡1丁目（全域）
- 東八幡2丁目（全域）
- 東八幡3丁目（全域）
- 東八幡4丁目（全域）
- 東八幡5丁目（1-7番）
- 西八幡1丁目（全域）
- 西八幡2丁目（全域）
- 西八幡3丁目（1-9番）
- 西八幡4丁目（全域）

### 進学先中学校
- 平塚市立神明中学校（平塚市四之宮）

## アクセス
- 神奈川中央交通「平07」・「平09」の各系統で、「古河電工前」停留所より、
  - 平塚駅北口行のりばから、徒歩約500m・約8分。
  - 不動ケミカル・東八幡工業団地経由平塚駅北口行のりばから、徒歩約510m・約8分。

## 周辺
- 平塚市東部学校給食共同調理場
- A.l.c.BMW平塚支店
- 平塚市立鮫川東公園
- 国道129号
- テクノロード（平塚市道）
- 平塚市立鮫川公園
- 日産車体マニュファクチュアリング
- 古河テクノマテリアル
- このほか、日産車体マニュファクチュアリングや古河テクノマテリアル以外の工場や中小規模のマンション・アパートが点在する。